# 诺伯特·迈尔
诺伯特·迈尔（德語：Norbert Meier，1958年9月20日—）是一名德国前足球运动员及现任足球教练。

## 球员生涯
迈尔从1981年至1992年期间分别代表云达不来梅和门兴格拉德巴赫共参加过292场德甲比赛，并曾随前者夺得1988年的德国足球冠军。作为一位攻击型中场，他与鲁迪·、乌韦·赖因德斯和克劳斯·费希特尔共同在主教练的麾下，成为不来梅在1980年代取得成功的重要因素。在云达不来梅，迈尔共射入66个德甲入球、1个杯赛入球以及7个欧洲俱乐部赛事入球。
在德国国家足球队层面，迈尔从1982年至1985年期间共参加过16次国际比赛并射入2球，两个入球都是在1983年6月7日以4比2战胜南斯拉夫的比赛中取得。作为中场球员，他也入选了德国参加1984年欧洲足球锦标赛决赛圈的23人名单。
迈尔在他的德甲生涯中共录得111次被替换的纪录，这主要发生在客场比赛中，他也因此在不来梅赢得了“主场球员迈尔（Heimspiel-Meier）”的绰号。他连同和伍尔夫·基尔斯滕一起保持着德甲历史上最常被换下的球员纪录。

## 执教生涯
迈尔曾于1997年11月至1998年3月间担当门兴格拉德巴赫的主教练，而在此之前和之后，他是在门兴格拉德巴赫业余队任职。从2003年1月4日至2005年12月8日，他又执教于杜伊斯堡。
经过两个赛季的调教，迈尔在2004-05赛季结束后成功率领杜伊斯堡升入德甲。在2005年12月6日，即随后赛季德甲前半程末轮对阵科隆的比赛期间，迈尔于场地外线用头顶撞对方球员阿尔伯特·斯特赖特，并自行倒地。斯特赖特随即被红牌罚下，迈尔则因为这次假摔而在次日被德国足协体育法庭处以临时禁赛。于是迈尔最初先是被俱乐部临时停职，然后在2005年12月8日解职。2005年12月15日，德国足协体育法庭的独任审判员根据检查委员会提出的诉讼，对迈尔攻击当时科隆球员斯特赖特的违反体育道德行为处以禁止行使主教练权利三个月的判罚，并处罚金12500欧元。禁赛期至2006年3月7日届满。
自2006年9月10日起，迈尔开始担任德累斯顿迪纳摩主教练。至2007年9月24日，他又因竞技原因被再度解职。

### 福尔图娜杜塞尔多夫
2008年1月1日，迈尔成为地区联赛俱乐部福尔图娜杜塞尔多夫主教练。他是接过了七周前被解职的乌维·魏德曼的教鞭。在首个赛季，他执教的福尔图娜杜塞尔多夫以第三名身份参加了德乙升级附加赛，却遗憾无缘升级。第二次尝试于2009年5月23日获得成功。在随后的2009-10赛季，福尔图娜在他的率领下竞争力减弱，尽管阿米尼亚比勒费尔德被扣分，他们依旧无缘升级附加赛。其中福尔图娜的客场疲软成为了关键因素，因为他们在17场客场比赛中仅赢得4场。
2010-11赛季是以一波六连败和德国杯首轮被第三级别球队科布伦茨所淘汰而开启。但随后开始出现转机，福尔图娜杜塞尔多夫凭借接下来在9个主场的连胜而最终位列积分榜上游。至2011-12赛季，他们在头18场联赛中保持不败。在前半程结束后，迈尔率领的福尔图娜以积41分的不败战绩——即自引入三分制以来的德乙新纪录而获得秋季冠军。凭借着季末位列积分榜第三，他们获得了参加德甲升级附加赛的机会。最终迈尔成功第二次升入德国足球联赛系统顶端，然而随后福尔图娜又直接降入德乙。降级后的迈尔与俱乐部和平分手。不久后，他又拒绝了土超俱乐部贝西克塔斯的执教邀请
。

### 阿米尼亚比勒费尔德
迈尔于2014年2月23日接过面临降级威胁的德乙俱乐部阿米尼亚比勒费尔德的教鞭，以取代不久前被解雇的斯特凡·克列默。他率领球队在最后一轮以3比2战胜德累斯顿迪纳摩，从而以第16名的排位获得参加降级附加赛资格。在附加赛中，阿米尼亚尽管于首回合客场以3比1大胜达姆施塔特98，却在次回合主场比赛中以2比4败北，最终保级失败。
在降级后不久，迈尔与俱乐部的合同被延长至2015年6月30日，表明了他带队征战来季德丙的决心。迈尔和体育总监萨米尔·阿拉比成功引入一系列新援，为新赛季打造了一个极具竞争力的队伍，并在解决了季初的问题后，迅速确立其积分榜首的位置。至倒数第二轮与雅恩雷根斯堡战平后，比勒费尔德提前直接重返德乙。而在德国杯中，迈尔的球队也同样取得了成功，他们先后淘汰了四家更高级别的俱乐部桑德豪森、柏林赫塔、云达不来梅和门兴格拉德巴赫，直至半决赛才被沃尔夫斯堡所淘汰。迈尔的合同亦因此被续签至2017年。

### 达姆施塔特98
迈尔自2016-17赛季起执教德甲俱乐部达姆施塔特98。
```
2016年12月，因战绩不佳而下课。
```

## 执教数据
最後更新：2015年3月4日
| 俱乐部             | 自            | 至             | 成绩 | 成绩 | 成绩 | 成绩 | 成绩  | 成绩   |
| 俱乐部             | 自            | 至             | 场   | 胜   | 平   | 负   | 胜%   | 注     |
| ------------------ | ------------- | -------------- | ---- | ---- | ---- | ---- | ----- | ------ |
| 门兴格拉德巴赫二队 | 1996年7月1日  | 1997年11月30日 | —    | —    | —    | —    | —     | —      |
| 门兴格拉德巴赫     | 1997年12月1日 | 1998年4月1日   | 11   | 2    | 4    | 5    | 18.18 | [ 17 ] |
| 门兴格拉德巴赫二队 | 1998年7月1日  | 2001年6月30日  | 94   | 40   | 27   | 27   | 42.55 |        |
| 杜伊斯堡           | 2003年1月1日  | 2005年12月8日  | 108  | 42   | 25   | 41   | 38.89 | [ 19 ] |
| 德累斯顿迪纳摩     | 2006年9月10日 | 2007年9月24日  | 44   | 16   | 14   | 14   | 36.36 |        |
| 福尔图娜杜塞尔多夫 | 2008年1月1日  | 2013年5月27日  | 200  | 91   | 49   | 60   | 45.50 | [ 21 ] |
| 阿米尼亚比勒费尔德 | 2014年2月24日 | 2016年6月10日  | 44   | 23   | 9    | 12   | 52.27 | [ 23 ] |
| 总计               | 总计          | 总计           | 501  | 214  | 128  | 159  | 42.71 | —      |

## 荣誉
- 德国足球冠军：1988年
- 不来梅年度最佳运动员（德语：Landessportler des Jahres (Bremen)）：1983年
- 杜塞尔多夫年度人物（体育类）：2012年[24]